# This Is Me (Keala-Settle-Lied)
This Is Me ist ein von Benj Pasek und Justin Paul geschriebener und von Keala Settle für den Film Greatest Showman gesungener Song. Im Rahmen der Golden Globe Awards 2018 wurde This Is Me als bester Filmsong ausgezeichnet und im Rahmen der Oscarverleihung 2018 in der gleichen Kategorie nominiert.

## Entstehung und Veröffentlichung

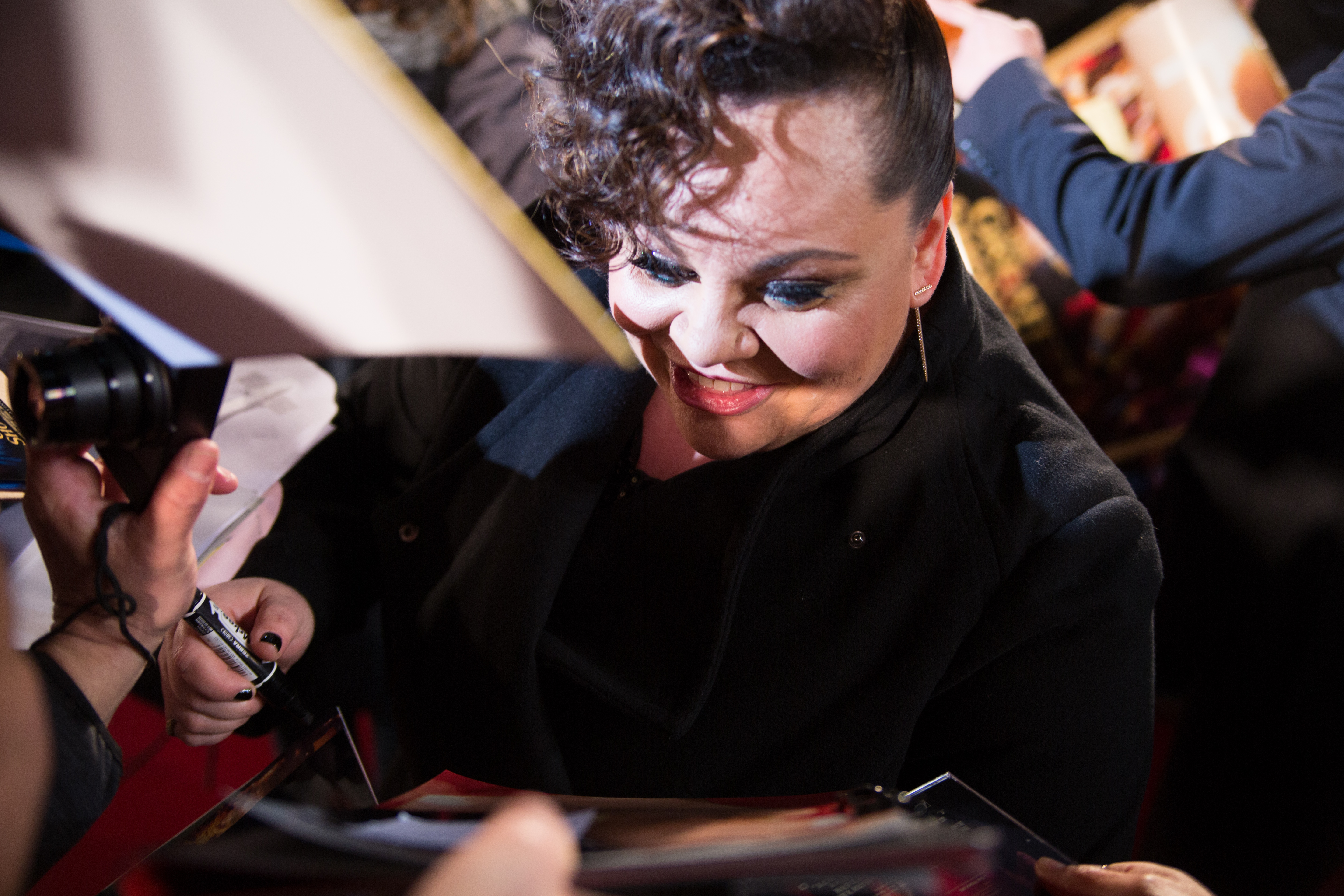
This Is Me wurde von Keala Settle gesungen, hier bei der Premiere des Films Greatest Showman in Japan

Der Song This Is Me wurde von den Oscar-Gewinnern Benj Pasek und Justin Paul für Michael Graceys Musicalfilm Greatest Showman geschrieben, von Keala Settle gesungen, die im Film eine bärtige Frau spielt, und ist auch auf dem Soundtrack zum Film enthalten. Der Song diente zudem zur Untermalung mehrerer Trailer zum Film und wurde vorab am 26. Oktober 2017 von Atlantic Records veröffentlicht, unter anderem bei Youtube. Ein zweiter auf dem Soundtrack enthaltener Song, The Greatest Show, wurde ebenfalls von Pasek und Paul geschrieben und von Settle gemeinsam mit Hugh Jackman, Zac Efron und Zendaya gesungen.
Justin Paul erklärte im November 2017 in einem Interview mit The Hollywood Reporter, dass This Is Me eigentlich von einem Banjo oder einer Ukulele begleitet und von einer anderen Figur gesungen werden sollte, doch habe der Regisseur immer wieder auf eine Hymne für die Kuriositäten im Film gedrängt, um zu zeigen, dass diese ihre Identität behaupten und bereit sind, sich gegen jeden zu wehren, der sie schlecht behandelt. So wurde der Song auf Lettie, die bärtige Dame, zugeschnitten.

## Songtext
Im Liedtext von This Is Me geht es um Menschen, die Außenseiter der Gesellschaft sind, jedoch gelernt haben, sich nicht länger für ihr Anderssein zu schämen und jetzt selbstbewusst durchs Leben zu gehen.

## Coverversionen
Am 22. Dezember 2017 erschien eine Coverversion der US-amerikanischen Sängerin Kesha, die als Promo-Single zum Einzeldownload erschien. Obwohl die Promo-Single mit dem Coverbild zu Greatest Showman beworben wird, ist diese Version nicht Teil des Soundtracks. Im Rahmen einer Neujahrsparty in Berlin wurde der Song am 31. Dezember 2017 von Conchita Wurst am Brandenburger Tor gesungen.

## Auszeichnungen
Am 18. Dezember 2017 gab die Academy of Motion Picture Arts and Sciences bekannt, dass sich der Song in einer Vorauswahl von 70 Liedern befindet, aus der die Nominierungen in der Kategorie Bester Filmsong im Rahmen der Oscarverleihung 2018 bestimmt wurden. Eine offizielle Nominierung folgte im Januar 2018. Der Song wurde auch im Rahmen der musikalischen Begleitung der Oscarverleihung präsentiert. Im Folgenden eine Auswahl von weiteren Nominierungen im Rahmen bekannter Filmpreise.
Critics’ Choice Movie Awards 2018
- Nominierung als Bestes Lied[7]

Golden Globe Awards 2018
- Auszeichnung als Bester Filmsong[8]

Grammy Awards 2019
- Nominierung als Best Song Written For Visual Media (Keala Settle und das Greatest Showman Ensemble)

Guild of Music Supervisors Awards 2018
- Nominierung in der Kategorie Best Song/Recording Created for a Film (Benj Pasek und Justin Paul)[9]

Hollywood Music in Media Awards 2017
- Nominierung in der Kategorie Original Song – Feature Film (Benj Pasek und Justin Paul, gesungen von Keala Settle)[10]

Oscarverleihung 2018
- Nominierung als Bester Song (Benj Pasek und Justin Paul)

World Soundtrack Academy Awards 2018
- Nominierung als Best Original Song written directly for a Film[11]

## Kommerzieller Erfolg

### Chartplatzierungen
In der zweiten Januarwoche 2018 stieg der Song auf Platz 83 in die Billboard Hot 100 ein. In den britischen Singlecharts hatte das Lied auf Platz 3 seine bislang beste Platzierung und wurde dort im März 2018 mit Gold ausgezeichnet.
| ChartsChartplatzierungen       | Höchstplatzierung | Wochen |
| ------------------------------ | ----------------- | ------ |
| Deutschland (GfK)              | 55 (7 Wo.)        | 7      |
| Österreich (Ö3)                | 31 (7 Wo.)        | 7      |
| Schweiz (IFPI)                 | 60 (8 Wo.)        | 8      |
| Vereinigte Staaten (Billboard) | 58 (14 Wo.)       | 14     |
| Vereinigtes Königreich (OCC)   | 3 (72 Wo.)        | 72     |

| ChartsJahrescharts (2018)    | Platzierung |
| ---------------------------- | ----------- |
| Vereinigtes Königreich (OCC) | 4           |

| ChartsJahrescharts (2019)    | Platzierung |
| ---------------------------- | ----------- |
| Vereinigtes Königreich (OCC) | 54          |

| ChartsJahrescharts (2010–2019) | Platzierung |
| ------------------------------ | ----------- |
| Vereinigtes Königreich (OCC)   | 46          |

### Auszeichnungen für Musikverkäufe
| Land/Region                  | Auszeichnungen für Musikverkäufe (Land/Region, Auszeichnung, Verkäufe) | Verkäufe  |
| ---------------------------- | ---------------------------------------------------------------------- | --------- |
| Australien (ARIA)            | 4× Platin                                                              | 280.000   |
| Dänemark (IFPI)              | Gold                                                                   | 45.000    |
| Deutschland (BVMI)           | Gold                                                                   | 200.000   |
| Italien (FIMI)               | Gold                                                                   | 25.000    |
| Kanada (MC)                  | 3× Platin                                                              | 240.000   |
| Neuseeland (RMNZ)            | 3× Platin                                                              | 90.000    |
| Österreich (IFPI)            | Platin                                                                 | 30.000    |
| Polen (ZPAV)                 | Gold                                                                   | 25.000    |
| Portugal (AFP)               | Platin                                                                 | 10.000    |
| Spanien (Promusicae)         | Platin                                                                 | 60.000    |
| Vereinigte Staaten (RIAA)    | 4× Platin                                                              | 4.000.000 |
| Vereinigtes Königreich (BPI) | 5× Platin                                                              | 3.000.000 |
| Insgesamt                    | 4× Gold · 22× Platin ·                                                 | 8.005.000 |

### Auszeichnungen für Musikstreaming
| Land/Region  | Auszeichnungen für Musikverkäufe (Land/Region, Auszeichnung, Verkäufe) | Verkäufe   |
| ------------ | ---------------------------------------------------------------------- | ---------- |
| Japan (RIAJ) | Gold                                                                   | 50.000.000 |
| Insgesamt    | 1× Gold ·                                                              | 50.000.000 |